# 质子耦合电子转移反应
质子耦合电子转移反应（PCET）是一种有电子和质子转移的化学反应。这个词最初指单质子和单电子的协同过程，但现在它的释义变得更加广泛，包含很多相似的过程。包含单电子和单质子的协同转换的反应通常被称作“协同质子-电子转移反应”（CPET）。
在质子耦合电子转移反应中，质子和电子来自不同的轨道且被转移至不同的轨道。它们的转移发生于协同基元步骤。CPET和电子、质子依次转移的分布机理有所不同。
ET
[HX] + [M] → [HX]+ + [M]−
PT
[HX] + [M] → [X]− + [HM]+
CPET
[HX] + [M] → [X] + [HM]

## 拓展阅读
- Acc. Chem. Res.：质子耦合电子转移在有机合成中的应用 （页面存档备份，存于）. X-mol. 2016-9-10